# Sugartown (Luisiana)
Sugartown es un lugar designado por el censo (en inglés, census-designated place, CDP) situado en la parroquia de Beauregard, Luisiana, Estados Unidos. Según el censo de 2020, tiene una población de 33 habitantes.

## Geografía
La localidad está ubicada en las coordenadas 30°50′24″N 93°0′45″O / 30.84000, -93.01250. Según la Oficina del Censo, tiene una superficie de 5.07 km² de tierra firme y 0.004 km² de agua.

## Demografía
Según el censo de 2020, hay 33 personas residiendo en la localidad. La densidad de población es de 6.51 hab./km². El 93.94% de los habitantes sonblancos y el 6.06% son de una mezcla de razas. Del total de la población, el 6.06% son hispanos o latinos de cualquier raza.